# Encores (Dire Straits)
Encores EP è il secondo EP della band inglese Dire Straits, pubblicato nel 1993. 

## Il disco
Pubblicato nel maggio 1993, il disco è stato incluso come secondo CD in un'edizione limitata dell'album live On the Night dello stesso anno, contenente quattro canzoni registrate dal vivo durante il tour promozionale dell'album On Every Street.
Il disco arriva in prima posizione in Francia (per sei settimane) e in Spagna, in terza in italia e nei Paesi Bassi ed in decima in Norvegia.
I brani Your Latest Trick e Local Hero - Wild Theme verranno inclusi nella raccolta Sultans of Swing: The Very Best of Dire Straits del 1998.
Nel 2021, in occasione del Record Store Day di quell'anno, l'EP è stato ristampato per la prima volta nel formato LP mentre nel 2023 è stato ripubblicato in versione rimasterizzata come parte del cofanetto Live 1978-1992 in entrambi i formati.

## Tracce
1. Your Latest Trick – 5:41
2. The Bug – 5:24
3. Solid Rock – 5:20
4. Local Hero - Wild Theme – 4:19

## Classifiche
| Classifica (1993) | Posizione massima |
| ----------------- | ----------------- |
| Australia         | 47                |
| Austria           | 19                |
| Belgio (Fiandre)  | 18                |
| Canada            | 91                |
| Finlandia         | 11                |
| Francia           | 1                 |
| Germania          | 34                |
| Italia            | 3                 |
| Norvegia          | 10                |
| Paesi Bassi       | 3                 |
| Regno Unito       | 31                |
| Spagna            | 1                 |
| Svizzera          | 20                |